# Ekgurkspindel
Ekgurkspindel (Araniella opisthographa) är en spindelart som först beskrevs av Władysław Kulczyński 1905.  Ekgurkspindel ingår i släktet Araniella och familjen hjulspindlar. Enligt den finländska rödlistan är arten nära hotad i Finland. Arten är reproducerande i Sverige. Artens livsmiljö är lundskogar. Inga underarter finns listade i Catalogue of Life.